# Айнщюрценде Нойбаутен
Айнщюрценде Нойбаутен (на немски: Einstürzende Neubauten) е германска пост-индъстриъл музикална група, формирана в Западен Берлин през 1980 година. Понастоящем се състои от Бликса Баргелд (вокали, китара, клавири), Александер Хаке (бас китара, вокали), Н. У. Унрух (специално изработени инструменти, перкусионни, вокали), Йохен Арбайт (китара и вокали) и Рудолф Мозер (специално изработени инструменти, перкусионни и вокали). Повечето от специалните инструменти са изработени от метал за скрап и строителни инструменти.